# Hvalfjarðargöng
Die Hvalfjarðargöng sind ein Straßentunnel in Island.
Durch ihn verläuft der Vesturlandsvegur, der Teil des Hringvegurs nördlich von Reykjavík im Westen des Landes.
Sein Bau begann 1996, und er wurde am 11. Juli 1998 eröffnet.
Der Tunnel ist 5770 m lang, davon liegen 3750 m unter dem Hvalfjörður (daher der Name) bis zu 165 m unter dem Meeresspiegel.
Der südliche Abschnitt weist eine Längsneigung von 4 bis 7 % und zwei Fahrspuren auf, der nördliche Abschnitt 8,1 % und drei Fahrspuren.
Der Tunnel verkürzt den Weg um den Fjord um fast 50 km.
Er wurde von isländischen Unternehmen geplant und gebaut und löst eine Autofähre zwischen dem Hafen von Reykjavík und Akranes ab.
Der Bau wurde 2002 als herausragendste isländische Ingenieurleistung des Jahrzehnts 1991–2000 ausgezeichnet.
Für 20 Jahre, bis 2018, war der Tunnel mautpflichtig, um seine Baukosten wieder einzuspielen.
Der Tunnel befand sich während dieser Zeit im Besitz des Unternehmens Spölur, das auch für die Erhebung der Mautgebühren und den Unterhalt verantwortlich war.
Am 28. September 2018 wurde die Maut aufgehoben und am 30. September wurde der Tunnel von Spölur wie geplant an die isländische Straßenverwaltung Vegagerðin übergeben.
Innerhalb von 10 Jahren sind 14 Millionen Fahrzeuge registriert worden, damit liegt die Auslastung des einröhrigen Tunnels über der geplanten von 5000 Fahrzeugen in 24 Stunden.
2008 passierten 5500 Fahrzeuge in 24 Stunden den Tunnel, der nach Betreiberangaben bei 6000 Fahrzeugen überlastet ist.
Deshalb hatte der Betreiber Spölur am 11. Juli 2008 beim Verkehrsministerium einen Antrag auf eine zweite Röhre eingereicht.
Probebohrungen für die neue, parallel verlaufende Röhre waren erfolgreich, entsprechende Arbeiten wurden jedoch bislang keine aufgenommen.

## Sicherheit
Beim europäischen Tunneltest 2010 des ADAC erhielten die Hvalfjarðargöng als einziger der 26 getesteten Tunnel in 13 Ländern die Bewertung „mangelhaft“ und belegten damit den letzten Platz.
Obwohl diverse positive Einrichtungen wie Ampeln und Schranken vor den Tunneleinfahrten, Pannenbuchten, Notrufmelder, Feuerlöscher und eine 24 Stunden besetzte Tunnelleitzentrale vorhanden waren, gab es Anlass zur Kritik:
Besonders negativ fielen den Testern die nicht ausreichend beschilderten und beleuchteten Fluchtwege sowie das Fehlen eines automatischen Brandmeldesystems und die schwache Belüftungsanlage auf, welche im Falle eines Brandes vermutlich nicht ausreichen würde, um den Tunnel ausreichend zu entrauchen.
Der Anfahrtsweg der nächstgelegenen Feuerwehr war mit einer Entfernung von 28 Kilometern erheblich weit, des Weiteren gab es keine Lautsprecher, und der Alarm- und Einsatzplan war nicht auf dem aktuellen Stand.
Von 2007 bis 2013 wurden zahlreiche Sicherheitsverbesserungen eingebaut, unter anderem eine automatische Löschanlage, verbesserte Videoüberwachung, neue Verkabelung der Notbeleuchtung und zusätzliche Notrufmelder mit Feuerlöschern.
Damit wurde nach Betreiberangaben das Sicherheitsniveau verdoppelt, das somit 15 mal höher sei als bei Benutzung der alten Straße um den Fjord.